# Заводянка (Башкортостан)
Заводянка (баш. Заводянка) — деревня в Чишминском районе Республики Башкортостан Российской Федерации. Входит в состав Алкинского сельсовета. 

## География

### Географическое положение
Расстояние до:
- районного центра (Чишмы): 8 км,
- центра сельсовета (Узытамак): 5 км,
- ближайшей ж/д станции (Чишмы): 8 км

## Население
| 2002 | 2009 | 2010 |
| ---- | ---- | ---- |
| 74   | ↗107 | ↘91  |

Национальный состав
Согласно переписи 2002 года, преобладающие национальности — русские (47 %), украинцы (46 %).